# Melba Hernández
Melba Hernández Rodríguez del Rey (ur. 28 lipca 1921 w Cruces, zm. 9 marca 2014 w Hawanie) – kubańska rewolucjonistka, dyplomatka i polityk, pracowała jako kubański ambasador w Wietnamie i Kambodży.

## Życie i działalność
Brała udział w dowodzonym przez Fidela Castro Ruz, ataku ok. 160-osobowego oddziału na koszary Moncada 26 lipca 1953 r. uznawanego za początek rewolucji kubańskiej. Podczas ataku, była jedną z dwóch kobiet uczestniczących w walkach po stronie rebeliantów, druga była Haydée Santamaría Cuadrado. Ostatecznie atak nie powiódł się, a około połowy rebeliantów zginęło, zaś Melba Hernández oraz Fidel i Raúl Castro zostali schwytani. 
Po zwolnieniu z więzienia organizowała wiece poparcia dla więzionych rewolucjonistów oraz dystrybuowała pisma polityczne autorstwa Fidela Castro przemycane z więzienia. W okresie uwięzienia braci Castro, była jedną z liderek Ruchu 26 Lipca. Następnie wraz z resztą rewolucjonistów wyjechała do Meksyku, gdzie współorganizowali armię partyzancką. Była dowódcą oddziałów partyzanckich. Po sukcesie rewolucji, brała udział w organizacji Komunistycznej Partii Kuby wchodząc w skład jej Komitetu Centralnego. Piastowała również funkcję ambasadora Republiki Kuby w Wietnamie i Kambodży. 
Za swoją działalność rewolucyjną i państwową była nagradzana między innymi w 1997 r., przez libijskiego przywódcę Mu’ammara al-Kaddafiego nagrodą w dziedzinie praw człowieka oraz 2007 r., honorowym doktoratem w dziedzinie stosunków międzynarodowych przyznanym jej przez Uniwersytet w Hawanie.